# Bierbeek
Bierbeek este o comună în provincia Brabantul Flamand, în Flandra, una dintre cele trei regiuni ale Belgiei. Comuna este formată din localitățile Bierbeek, Korbeek-Lo, Lovenjoel și Opvelp. Suprafața totală este de 39,73 km². Comuna Bierbeek este situată în zona flamandă vorbitoare de limba neerlandeză a Belgiei. La 1 ianuarie 2008 comuna avea o populație totală de 9.280 locuitori.
1. ↑  Crossroad Bank of Enterprises, accesat în 26 iulie 2023